# Gagetown-Petitcodiac
Pour les articles homonymes, voir Gagetown (homonymie).
Circonscription électorale provinciale du Canada
Gagetown-Petitcodiac est une ancienne circonscription électorale provinciale du Nouveau-Brunswick, au Canada. Elle est représentée à l'Assemblée législative entre 2014 et 2024.

## Géographie
La circonscription comprend :
- les villages de Gagetown, Cambridge-Narrows et Petitcodiac
- les communautés de Burton, Jemseg, Waterborough, Youngs Cove, Coles Island, Brookvale, Canaan Forks, Harewood, Second North River, Steeves Mountain, Lewis Mountain, River Glade, Intervale, Anagance, Cornhill, Havelock, Carsonville, Wickham, Henderson Settlement, Pearsonville, Springfield, Belleisle Creek, Collina, Elm Hill, Shannon, Kars et Hampstead.

## Liste des députés
| Législature | Années    | Député | Député       | Parti                     |
| --- | --------- | ------ | ------------ | ------------------------- |
| Gagetown-Petitcodiac Circonscription issue de Petitcodiac, Grand Lake-Gagetown, Oromocto, Kings-Est et Hampton-Kings                     |           |        |              |                           |
| 58e | 2014-2018 |        | Ross Wetmore | Progressiste-conservateur |
| 59e | 2018-2020 |        | Ross Wetmore | Progressiste-conservateur |
| 60e | 2020-2024 |        | Ross Wetmore | Progressiste-conservateur |
| Redistribuée dans Arcadia-Butternut Valley-Maple Hills, Fredericton-Grand Lac, Sussex-Three Rivers, Oromocto-Sunbury et Albert-Riverview |           |        |              |                           |